# 潘倬
潘倬（？—？），號生允（或作升允），河南河南府洛陽縣（今河南省洛陽市）人，明朝政治人物、進士出身。
天啟元年辛酉科舉人，二年（1622年）壬戌科，登進士，授兖州府推官，擢順天巡按御史。餘事不詳。